# Krystyna Oszkinis
Krystyna Oszkinis (ur. 11 maja 1929 w Warszawie, zm. 8 lipca 2012 w Poznaniu) – polska botaniczka.

## Życiorys
W 1952 uzyskała tytuł inżyniera ogrodnika na Wydziale Ogrodniczym Szkoły Głównej Gospodarstwa Wiejskiego w Warszawie. Praca magisterska napisana pod kierunkiem prof. Stanisława Wóycickiego nosiła tytuł: Studia morfologiczne nad rodzajem „Pteris” ze szczególnym uwzględnieniem „Pteris cretica L.”. Wkrótce potem przeprowadziła się do Poznania, gdzie poznała przyszłego męża – prof. Władysława Oszkinisa (odbywała początkowo studia pod jego kierunkiem). Doktoryzowała się w 1970 na Wydziale Ogrodniczym Akademii Rolniczej w Poznaniu praca: Wpływ czynników meteorologicznych na wzrost i rozwój tulipanów („Tulipa” L. sp.). Przez 38 lat pracowała następnie w Katedrze Roślin Ozdobnych poznańskiej Akademii Rolniczej (od 1 sierpnia 1953 do 30 września 1991, przy czym kierownikiem katedry była od 1 listopada 1981 do 31 sierpnia 1984).

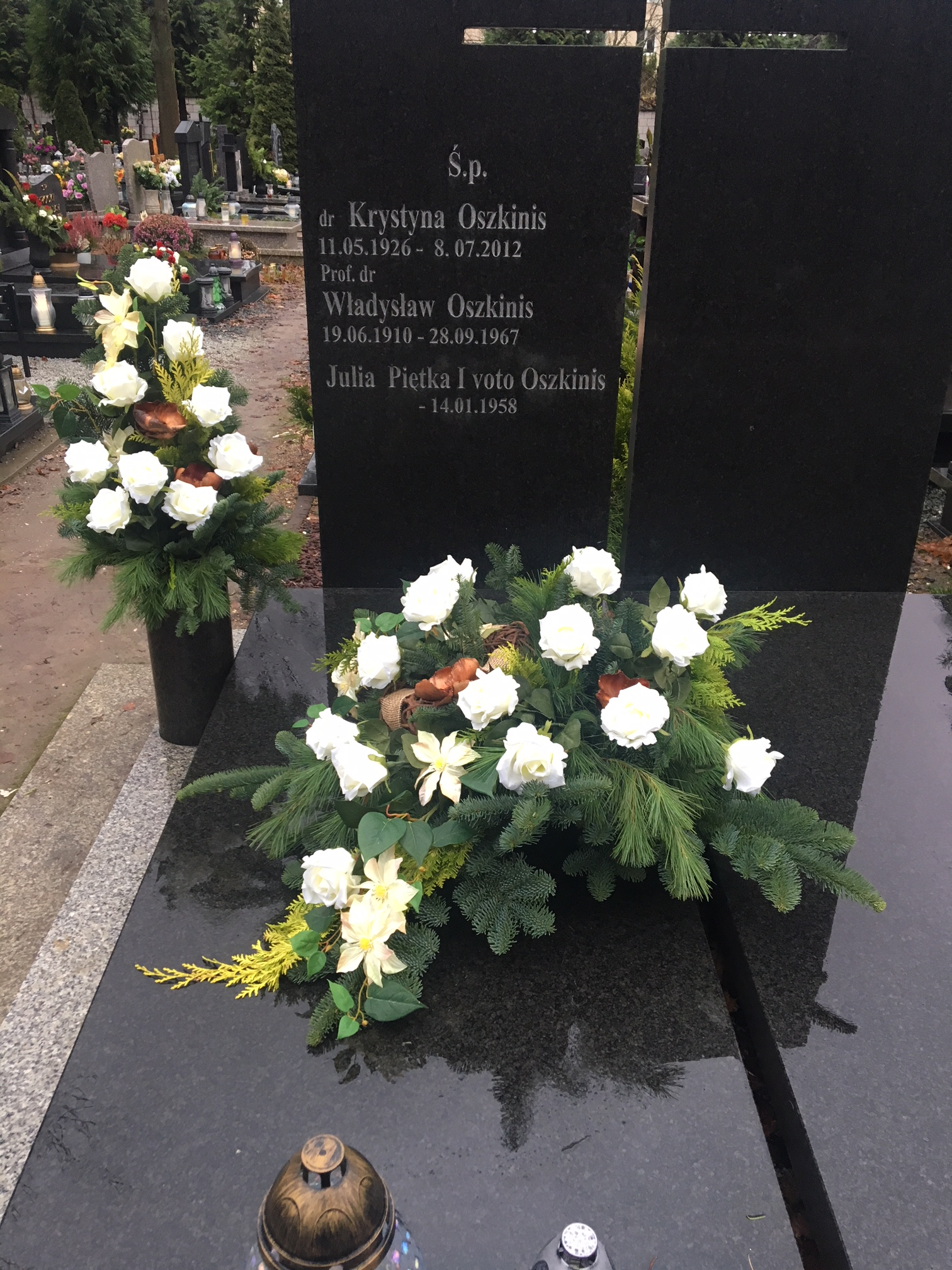
Grób prof. Władysława Oszkinis i jego żony dr Krystyny Oszkinis na cmentarzu Jeżyckim w Poznaniu (kw. AB, grób 237)

## Zainteresowania i osiągnięcia
Zapoczątkowała na uczelni badania rozmnażania roślin in vitro. Badała zwłaszcza rośliny cebulowe i szklarniowe, m.in. gerbery, anturium, storczyki, róże i cantedeskia. Jej dorobek dla praktyki ogrodniczej jest bardzo znaczący, zwłaszcza w obszarze upraw storczyków. Przyczyniła się w znacznym stopniu do rozwoju na terenie kraju rozmnażania roślin ozdobnych metodą in vitro. Była współtwórczynią pierwszego polskiego laboratorium in vitro w Owińskach.

## Odznaczenia
Odznaczona Złotym Krzyżem Zasługi.